# Merophysia madoni
Merophysia madoni là một loài bọ cánh cứng trong họ Endomychidae. Loài này được Belon miêu tả khoa học năm 1885.